# Grey hat
Un hacker cu pălărie gri (în engleză grey hat) este un hacker sau un expert în securitatea calculatorului. El poate uneori încălca legile sau standardele etice tipice, dar nu are intenția de a face rău nimănui, ca un hacker cu pălărie neagră. Termenul a început să fie folosit de la sfârșitul anilor '90.